# Cantone di Replonges
Il Cantone di Replonges è una divisione amministrativa dell'arrondissement di Bourg-en-Bresse, creato nel 2015.

## Composizione
Comprende i seguenti 32 comuni:
- Arbigny
- Asnières-sur-Saône
- Bâgé-la-Ville
- Bâgé-le-Châtel
- Boissey
- Boz
- Chavannes-sur-Reyssouze
- Chevroux
- Courtes
- Curciat-Dongalon
- Dommartin
- Feillens
- Gorrevod
- Lescheroux
- Mantenay-Montlin
- Manziat
- Ozan
- Pont-de-Vaux
- Replonges
- Reyssouze
- Saint-André-de-Bâgé
- Saint-Bénigne
- Saint-Étienne-sur-Reyssouze
- Saint-Jean-sur-Reyssouze
- Saint-Julien-sur-Reyssouze
- Saint-Nizier-le-Bouchoux
- Saint-Trivier-de-Courtes
- Sermoyer
- Servignat
- Vernoux
- Vescours
- Vésines